# 埃利休马丁斯
埃利休马丁斯（葡萄牙語：Eliseu Martins）是巴西皮奥伊州的一个市镇。总面积1090.496平方公里，总人口4744人，人口密度4.4人/平方公里。